# Generali Ladies Linz 1996 - Singolare
Il singolare del Generali Ladies Linz 1996 è stato un torneo di tennis facente parte del WTA Tour 1996.
Jana Novotná era la detentrice del titolo, ma ha perso nei quarti di finale contro Sabine Appelmans.
Sabine Appelmans ha battuto in finale 6–4, 6–2 Julie Halard-Decugis.

## Teste di serie
1. Magdalena Maleeva (secondo turno)
2. Jana Novotná (quarti di finale)
3. Julie Halard-Decugis (finale)
4. Helena Suková (semifinali)

1. Judith Wiesner (quarti di finale)
2. Sabine Appelmans (campionessa)
3. Åsa Svensson (quarti di finale)
4. Silvia Farina (secondo turno)

## Tabellone

### Legenda
| - Q = Qualificato - WC = Wild card - LL = Lucky loser | - ALT = Alternate - SE = Special Exempt - PR = Protected Ranking | - w/o = Walkover - r = Ritirato - d = Squalificato |